# Joseph Geurts
Joseph Geurts (* 6. Juli 1939 in Hasselt; † 7. Dezember 2012 in Genk) war ein belgischer Radrennfahrer und nationaler Meister im Radsport.

## Sportliche Laufbahn
Geurts war im Straßenradsport aktiv. Bei den Olympischen Sommerspielen 1960 in Rom schied er im Straßenrennen aus. Im Olympiajahr gewann er die belgische Meisterschaft im Straßenrennen der Amateure vor Jan Desmet sowie eine Etappe der Limburg-Rundfahrt. Im folgenden Jahr wechselte er in die Klasse der Unabhängigen und belegte dort den zweiten Platz in der nationalen Meisterschaft hinter Joseph Wauters. Danach wurde er Berufsfahrer und fuhr unter anderem auch für die deutschen Radsportteams Torpedo und Ruberg. 